# Евхарий

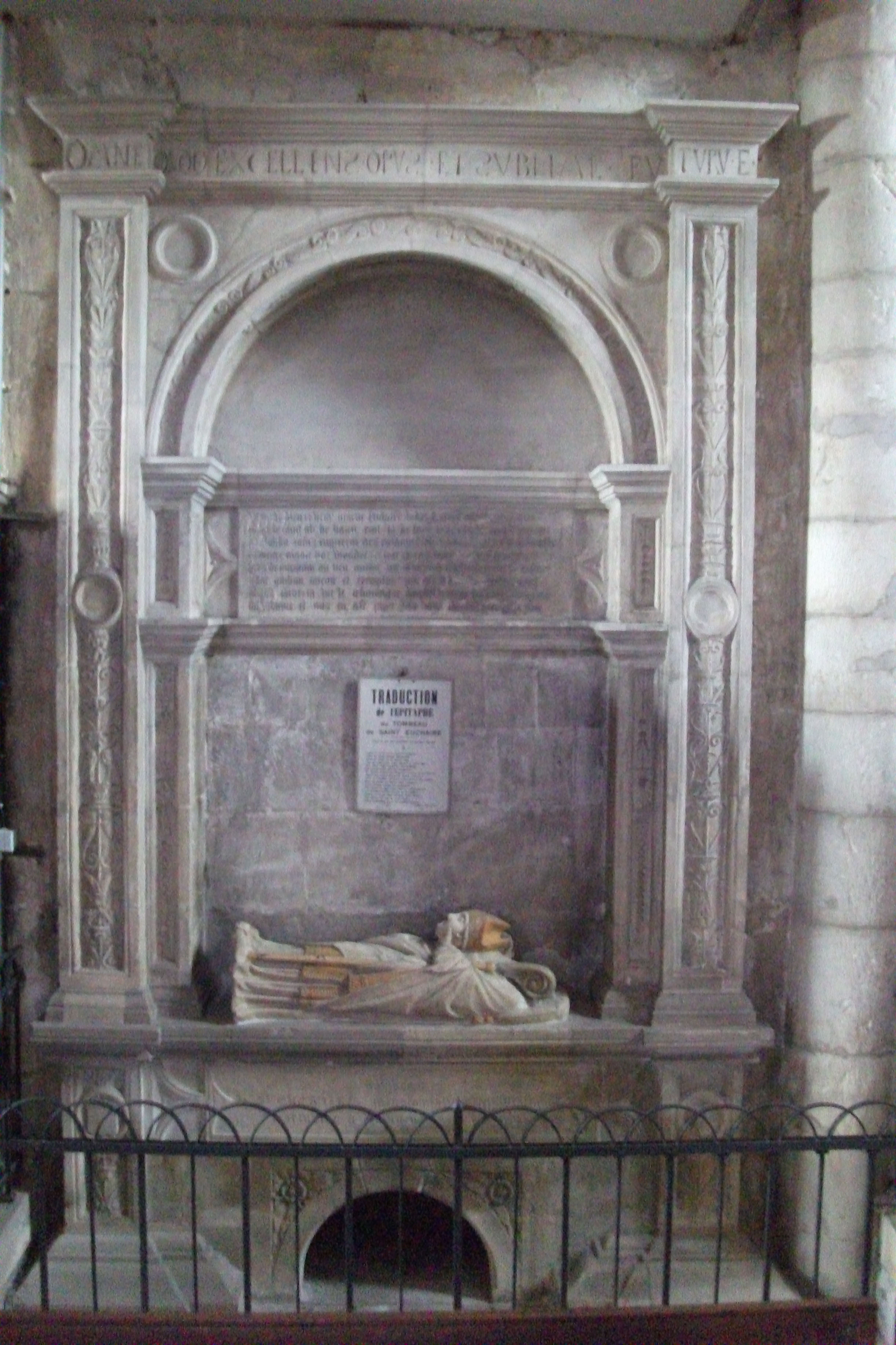
Гробница святого Евхария в одноимённом храме, Ливердён

Евхарий (казнён 22 октября 362) — священномученик Лотарингский. День памяти — 22 октября.
Святой Евхарий (фр. Euchaire, Eucaire), живший в IV веке, пострадал в Помпе (Мёрт и Мозель), Франция. Странствующий епископ, он носил имя прославленного Евхария, первого епископа Трирского, жившего около 250 года. Согласно преданию, святой Евхарий был обезглавлен на могильном поле (champ des tombes), после чего вернулся в храм селения Ливердён со своей головой в руках. Его память свершается 22 октября в бывшей епархии Туля и 27 октября в епархии Сен-Дье.